# Halte Miste
Halte Miste (telegrafische code: mte) is een voormalige spoorweghalte aan de Spoorlijn Winterswijk - Zevenaar, destijds geëxploiteerd door de GOLS. De halte lag ten zuiden van buurtschap Miste in de gemeente Winterswijk. De halte werd geopend op 15 juli 1885 en gesloten op 15 mei 1933. Bij de halte was een wit wachthuis aanwezig. In 1916 is op verzoek van de Hollandsche IJzeren Spoorweg-Maatschappij (HIJSM) die de exploitatie van GOLS had overgenomen, het emplacement van de halte uitgebreid, waarbij gebruik is gemaakt van onteigening. De straatnaam Halteweg verwijst nog naar de locatie van de halte.